# Gynaephila maculifera
Gynaephila maculifera là một loài bướm đêm trong họ Noctuidae.